# Grossu Minutu
Grossu Minutu, també anomenat Minutu Grossu, és un personatge central del folklore cors.